# Диздаревич, Белмин
Белмин Диздаревич (босн. Belmin Dizdarević; род. 9 августа 2001, Зеница, ФБиГ) — боснийский футболист, вратарь клуба «Монпелье» и сборной Боснии и Герцеговины.

## Клубная карьера
Диздаревич — воспитанник клубов «Челик» и «Сараево». 25 мая 2019 года в матче против ГОШКа он дебютировал в чемпионате Боснии и Герцеговины. В 2021 году Белмин на правах аренды перешёл в «Младост», но так и не дебютировал за основной состав. По окончании аренды Диздаревич вернулся в «Сараево». В составе клуба игрок дважды выиграл чемпионат и национальный кубок.
Летом 2023 года Диздаревич перешёл во французский «Монпелье». 

## Международная карьера
В 2018 году в составе юношеской сборной Боснии и Герцеговины Диздаревич принял участие в юношеском чемпионате Европы в Англии. На турнире он был запасным и на поле не вышел. 
В 2021 году в товарищеском матче против сборной США Диздаревич дебютировал за сборную Боснии и Герцеговины. 

## Достижения
Клубные
 «Сараево»
- Победитель чемпионата Боснии и Герцеговины (2) — 2018/2019, 2019/2020
- Обладатель Кубка Боснии и Герцеговины (1) — 2018/2019